# Kratze

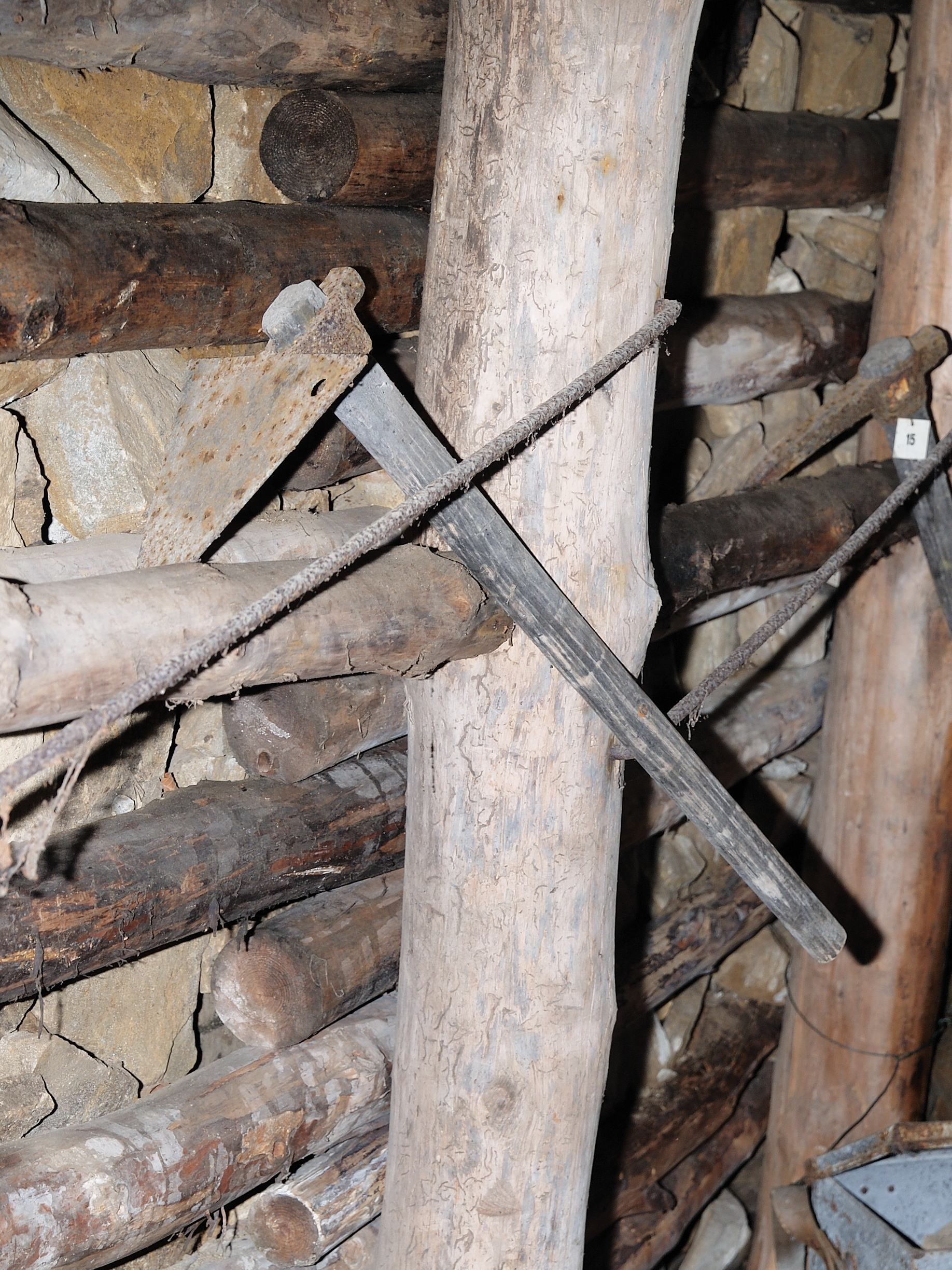
Spitzkratze (gesehen auf dem Bergbauwanderweg Muttental)

Eine Kratze, auch Krätzer oder Krätzel genannt, ist ein bergmännisches Werkzeug, das zur Bearbeitung und zum Zusammenkratzen von lockerem Haufwerk dient. Schon im frühen Feuersteinbergbau wurden Krätzer aus Hirschgeweihen eingesetzt.

## Aufbau
Die Kratze ähnelt in ihrem Aufbau einer Hacke oder einer rechtwinklig gebogenen Schaufel. Sie besteht aus dem sogenannten Blatt und dem Stiel. Das eigentliche Werkzeug wird aus Stahlblech geschmiedet. Das Blatt ist mit einer Verstärkungsrippe versehen. Am anderen Ende des Blattes befindet sich der sogenannte Hals mit dem Auge. In dieses Auge, auch Oehr, oder Tülle genannt, wird der Stiel gesteckt. Auf der anderen Seite des Auges ist eine Verstärkung, mit der zusammengebackenes Haufwerk zerkleinert werden kann. Es gibt zwei verschiedene Ausführungen von Kratzen, die Krückenkratze und die Spitzkratze. Die Krückenkratze besteht aus einem trapezförmigen leicht gebogenem Blatt, an dessen gegenüberliegenden Seite ein Auge zur Aufnahme des Stiels angebracht ist.  Das Blatt ist so gebogen, dass es rechtwinklig gegen den Hals steht. Das Blatt hat eine untere Länge von 26 bis 40 Zentimetern und ist zwischen zehn und zwanzig Zentimeter hoch. Es wiegt rund 1350 Gramm. An der Vorderseite ist das Blatt geradlinig, oftmals auch konkav, geformt. Von der Spitzkratze gibt es zwei Blattvarianten, ein rechteckiges oder ein herzförmiges dreieckiges Blatt. Von den beiden Varianten hat sich bei der Spitzkratze die dreieckige Form durchgesetzt. An das dreieckige Ende schließt sich an der schmalen Seite das Auge an, in welches man einen Stiel stecken kann. Auf dieser, dem dreieckigen Blatt entgegengesetzten Seite, ist die Kratze mit einer Verstärkung zum Schlagen versehen. Der Stiel steckt so in dem Auge, dass Kratze und Stiel einen rechten Winkel bilden.

## Einsatz
Die Kratze wird bei den unterschiedlichen manuellen bergmännischen Arbeiten eingesetzt. Hierbei wird die Kratze teilweise zusammen mit einer Schaufel benutzt. Die Spitzkratze lässt sich auch zum Hereinhacken von mildem Gestein verwenden. Beim Einsatz der Kratze wird diese so in die rolligen Massen eingeführt, dass man mit der Spitze des Blattes von der Seite her in die Massen eindringt, um diese dann bewegen zu können. Bedingt dadurch, dass die Kratze leichter als die Schaufel ist, lässt sie sich leichter und schneller führen als Schaufel oder Spaten.
Beispiele für Arbeiten mit der Kratze
- Laden oder Beiseiteräumen von Haufwerk
- Planieren von unebenen Streckensohlen
- Begradigen von Streckenstößen
- Säubern von Bandkehren
- Manuelle Senkarbeit

Quellen: